# Chengde
Chengde (chinesisch 承德市, Pinyin Chéngdé shì, früher: Chengteh, Jehol, Dschehol, Scheche, Rèhé 热河) ist eine bezirksfreie Stadt ungefähr 160 km nordöstlich von Peking.

## Lage und Klima
Chengde liegt im Norden der nordchinesischen Provinz Hebei, in der Nähe des Luan-Flusses (Luan He). Das Verwaltungsgebiet hat eine Fläche von 39.500 km² und 3.354.444 Einwohner (Stand: Zensus 2020). Chengde grenzt im Süden an Peking und Tianjin, im Norden an Chifeng und das autonome Gebiet Xilin Gol, im Osten an Chaoyang, im Südosten an Qinhuangdao und Tangshan sowie im Westen an Zhangjiakou.
Das eigentliche Stadtgebiet hat eine Fläche von etwa 84 km² und weist eine Bevölkerungszahl von ungefähr 800.000 auf.
Das zentrale urbane Gebiet liegt in einer Höhe von 200 bis 1200 Metern (durchschnittlich 350 Meter). Der höchste Gipfel, der Wulingshan, ist 2118 Meter hoch. Das Gelände ist komplex, mit zahlreichen kleineren Bergen und Flüssen. Die Berge werden zu den Danxia-Landschaftsformen gerechnet. Im Norden geht das Gelände in die Hochebene der Inneren Mongolei über, in der Mitte finden sich flaches Hügelland und im Süden die Yanshan-Berge. Knapp 56 % des Gebiets sind von Wald bedeckt.
In Chengde herrscht ein gemäßigtes, vom Monsun beeinflusstes Klima. Es gibt vier ausgeprägte Jahreszeiten, die Jahresmitteltemperatur liegt bei 9 °C mit ausgeprägten Unterschieden zwischen Tag und Nacht.

## Geschichte
Im europäischen Schrifttum war Chengde früher unter dem Namen Rehe oder Jehol bekannt.
Chengde ist vor allem als Sommerresidenz der frühen Kaiser der Qing-Dynastie bekannt. Der Gebirgserholungsort, den sie dort im 18. Jahrhundert erbauten, besteht aus großen Parks mit Seen, Pagoden und dem Kaiserlichen Sommerpalast. Außerhalb seiner Mauern befinden sich die Acht äußeren Tempel, die in verschiedenen Architekturstilen aus ganz China gebaut sind. Die eindrucksvollsten von ihnen sind der Putuo-Zongcheng-Tempel (chinesisch 普陀宗乘, Pinyin Pǔtuó Zōngchéng), der in Anlehnung an den Potala-Palast in Lhasa (Autonomes Gebiet Tibet) gebaut wurde, und der Pule-Tempel, der dem Himmelstempel in Peking nachempfunden ist.
Der Gebirgserholungsort und die Tempel der Umgebung wurden 1994 von der UNESCO zum Weltkulturerbe erklärt.
Während der Zeit der Republik China war Chengde Hauptstadt der 1929 neu eingerichteten Provinz Rehe. 1933 bis 1945 war Chengde unter japanischer Kontrolle und wurde in den japanischen Vasallenstaat Mandschukuo integriert. Nach Gründung der Volksrepublik China 1949 wurde die Provinz Rehe 1955 wieder aufgelöst und unter die angrenzenden benachbarten Provinzen aufgeteilt. Chengde kam dabei an die Provinz Hebei.
Chengde hieß früher Rehe (Jehol) und war die Hauptstadt der ehemaligen Provinz Rehe.

## Verkehr
Mit Straßen- und Eisenbahnverbindungen nach Peking hat sich Chengde zu einem Verkehrsknotenpunkt entwickelt und seine Kulturschätze machten es zu einem beliebten Touristenziel. Die Nationalstraße 101 verbindet seit 2006 Chengde direkt mit der Innenstadt von Peking.

## Administrative Gliederung
Auf Kreisebene setzt sich Chengde aus drei Stadtbezirken, einer kreisfreien Stadt, vier Kreisen und drei autonomen Kreisen zusammen. Diese sind (Volkszählung 2020):
| Karte der Verwaltungseinheiten von Chengde | Karte der Verwaltungseinheiten von Chengde | Karte der Verwaltungseinheiten von Chengde | Karte der Verwaltungseinheiten von Chengde | Karte der Verwaltungseinheiten von Chengde | Karte der Verwaltungseinheiten von Chengde |
| --- | ------------------------------------------ | ------------------------------------------ | ------------------------------------------ | ------------------------------------------ | ------------------------------------------ |
| ① ② ③ Chengde Xinglong Pingquan Luanping Longhua Fengning · (autonomer Kreis) Kuancheng · (autonomer Kreis) Weichang · (autonomer Kreis) ① Shuangqiao ② Shuangluan ③ Yingshouyingzi Kuang |                                            |                                            |                                            |                                            |                                            |
| # | Name                                       | chin.                                      | Pinyin                                     | Einwohner (2020)                           | Fläche (km²)                               |
| Stadtbezirke |                                            |                                            |                                            |                                            |                                            |
| 1 | Shuangqiao                                 | 双桥区                                     | Shuāng qiáo qū                             | 358.431                                    | 0.524                                      |
| 2 | Shuangluan                                 | 双滦区                                     | Shuāng luán qū                             | 187.361                                    | 0.250                                      |
| 3 | Yingshouyingzi Kuang                       | 鹰手营子矿区                               | Yīng shǒu yíng zǐ kuàngqū                  | 054.730                                    | 0.148                                      |
| Kreisfreie Stadt |                                            |                                            |                                            |                                            |                                            |
| 4 | Pingquan                                   | 平泉市                                     | Píngquán shì                               | 399.378                                    | 3.297                                      |
| Kreise |                                            |                                            |                                            |                                            |                                            |
| 7 | Chengde                                    | 承德县                                     | Chéngdé xiàn                               | 340.579                                    | 3.633                                      |
| 8 | Xinglong                                   | 兴隆县                                     | Xīnglóng xiàn                              | 271.628                                    | 3.116                                      |
| 9 | Luanping                                   | 滦平县                                     | Luánpíng xiàn                              | 268.647                                    | 2.993                                      |
| 10 | Longhua                                    | 隆化县                                     | Lónghuà xiàn                               | 347.707                                    | 5.474                                      |
| Autonome Kreise |                                            |                                            |                                            |                                            |                                            |
| 11 | Fengning der Mandschu                      | 丰宁满族自治县                             | Fēngníng mǎnzú zìzhìxiàn                   | 326.353                                    | 1.933                                      |
| 12 | Kuancheng der Mandschu                     | 宽城满族自治县                             | Kuānchéng mǎnzú zìzhìxiàn                  | 240.579                                    | 8.747                                      |
| 13 | Weichang der Mandschu und Mongolen         | 围场满族蒙古族自治县                       | Kuānchéng mǎnzú zìzhìxiàn                  | 423.676                                    | 8.747                                      |

UNESCO-Weltkulturerbe
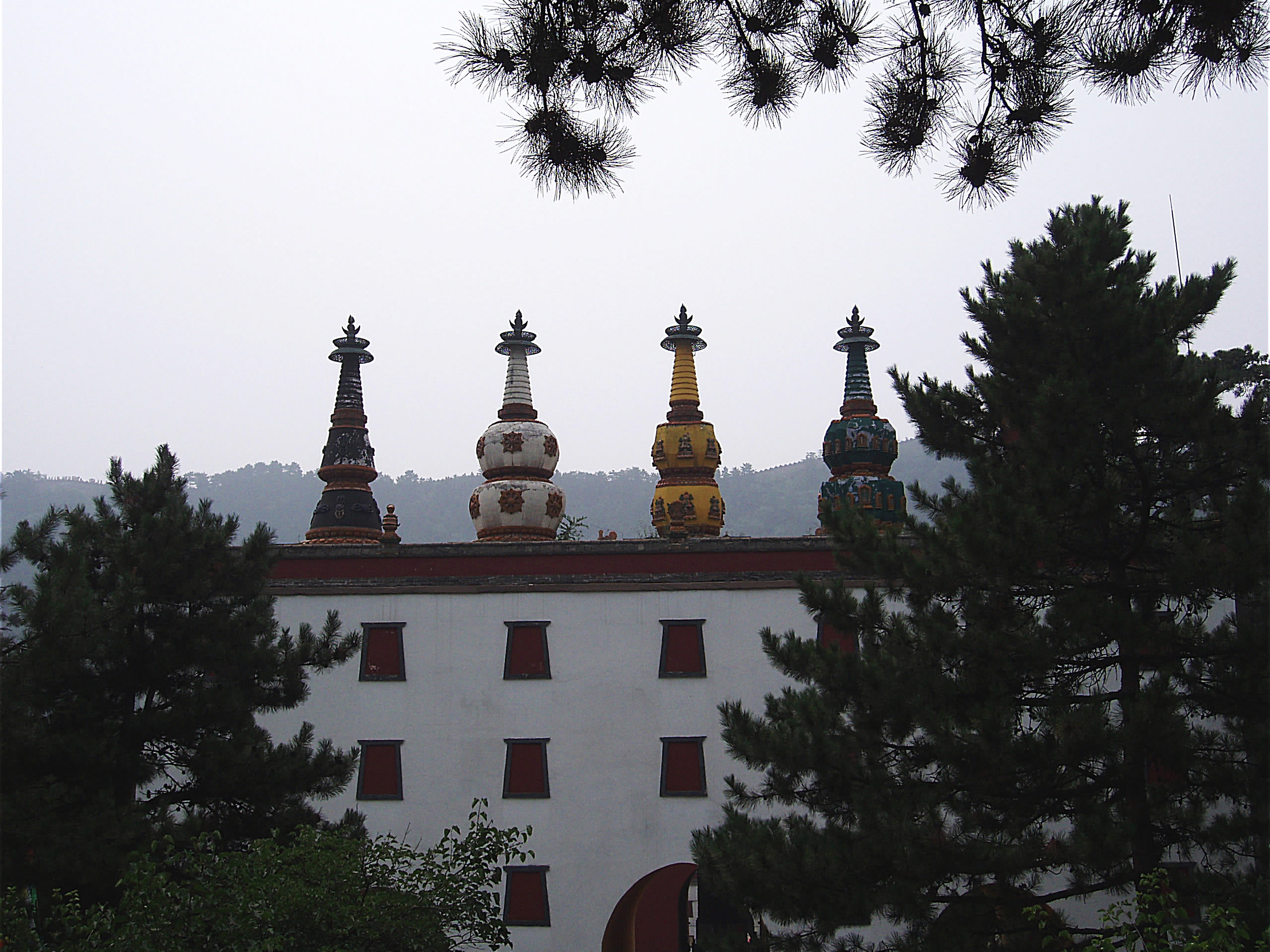
Nachbau des Potala-Palastes
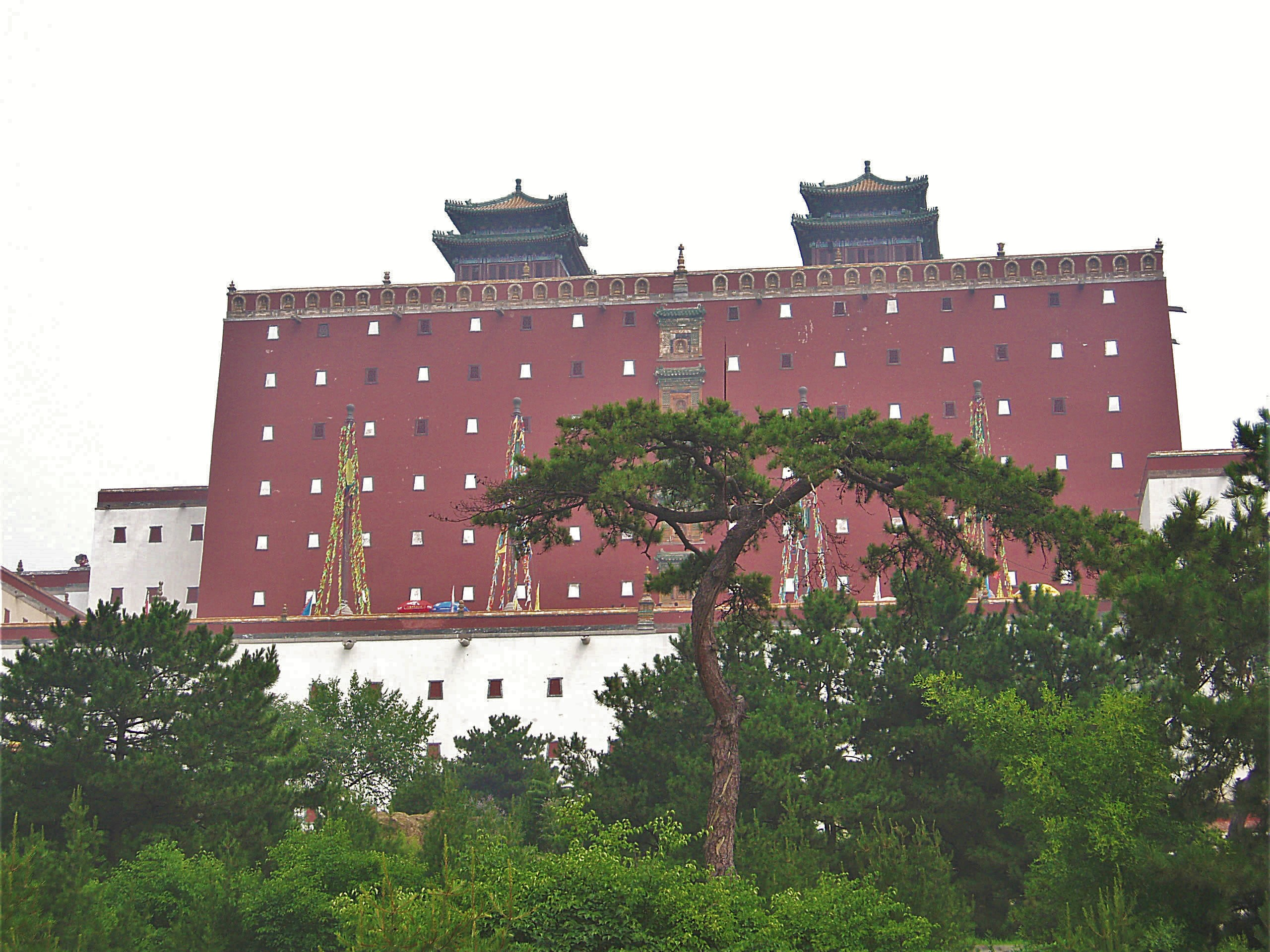
Nachbau des Potala-Palastes
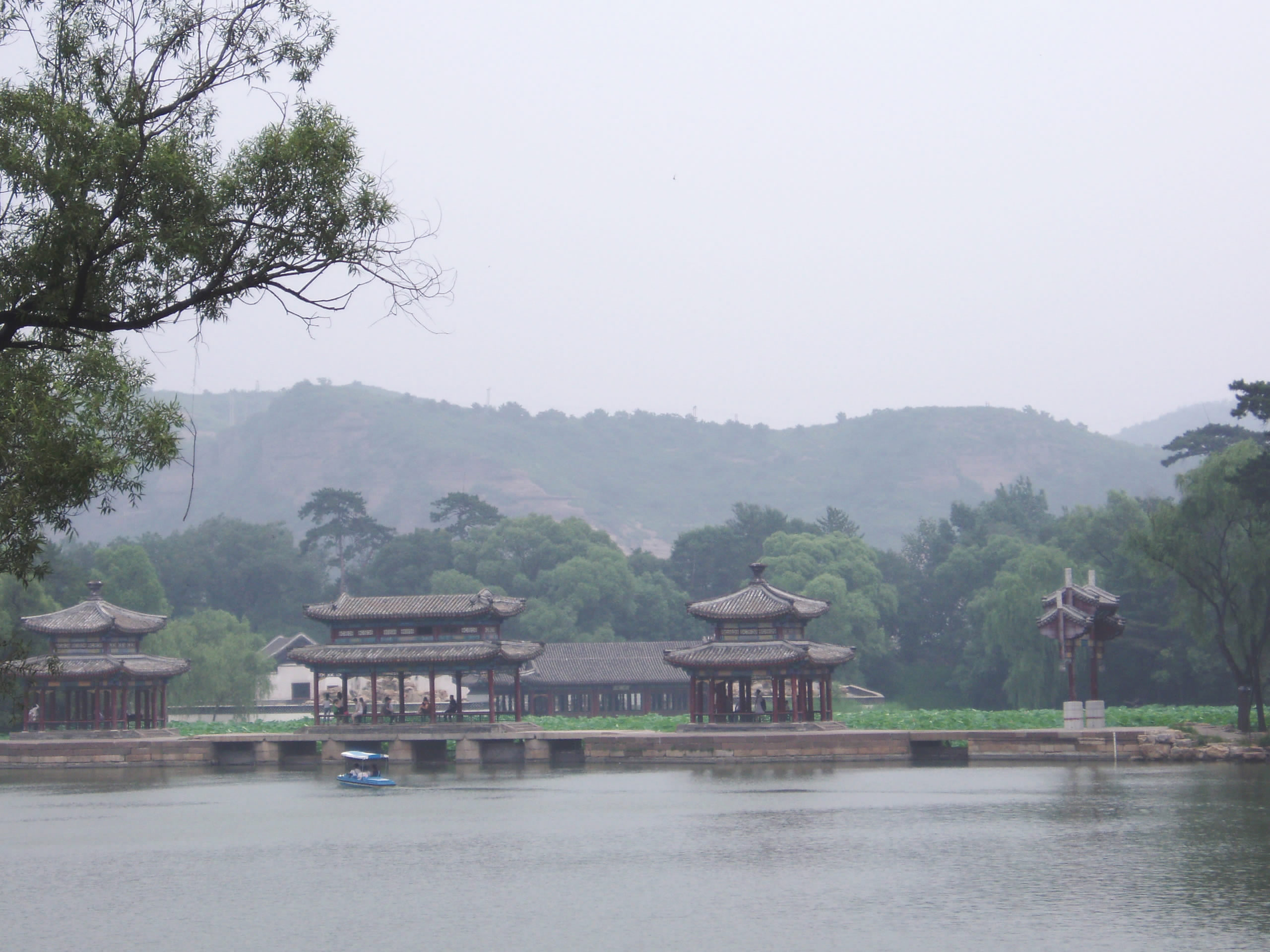
Ligong
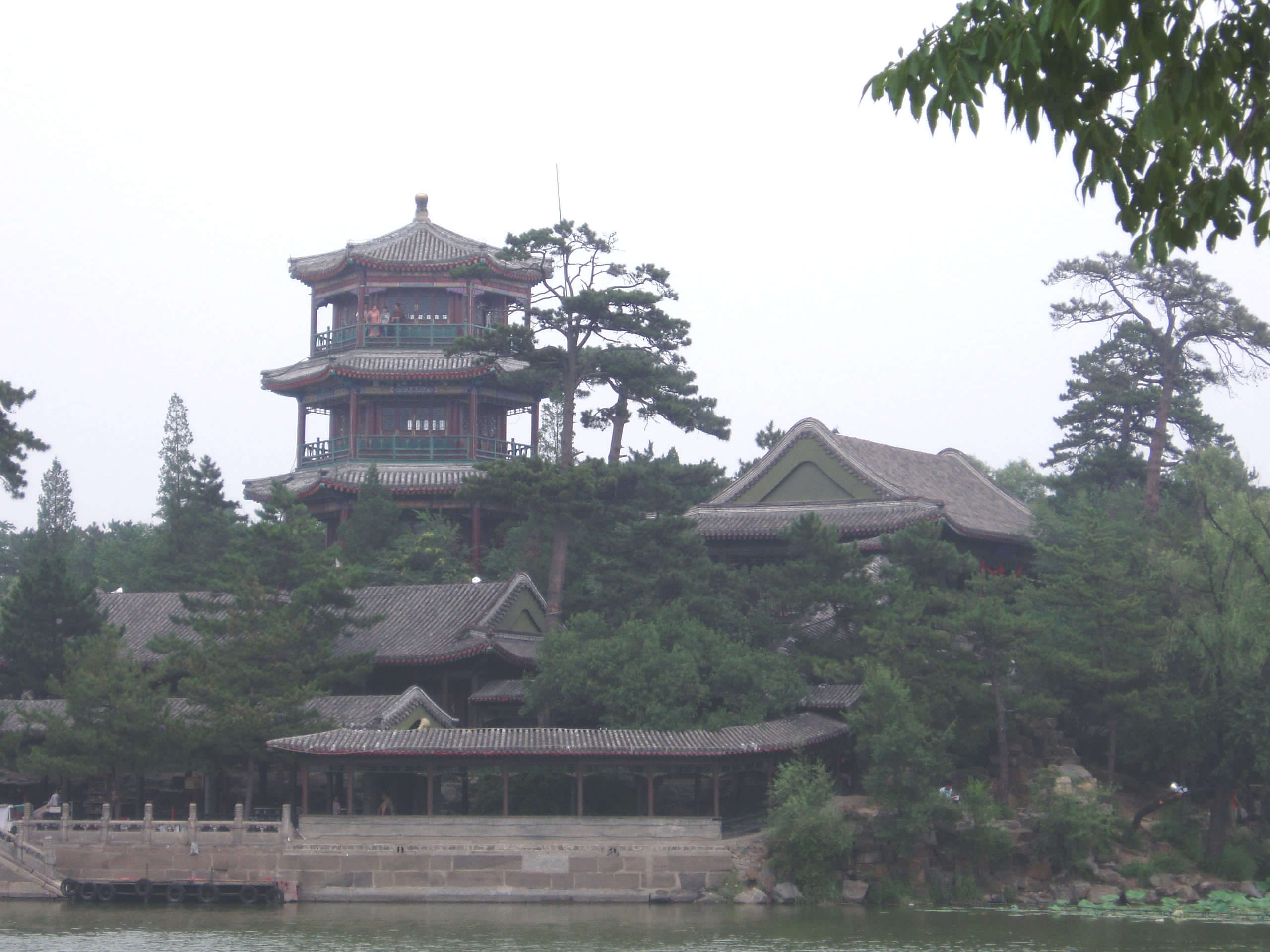
Ligong
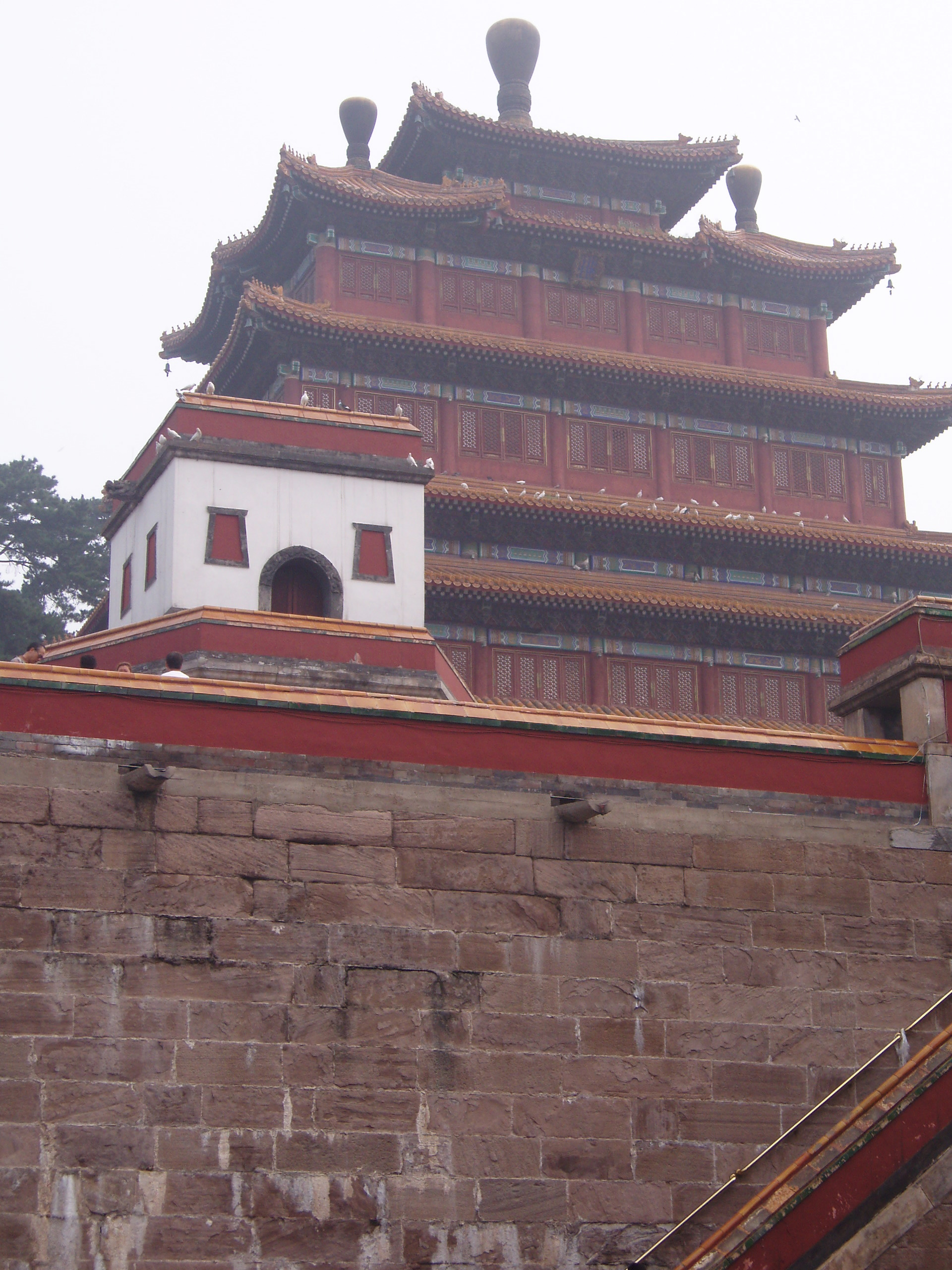
Puning-Tempel
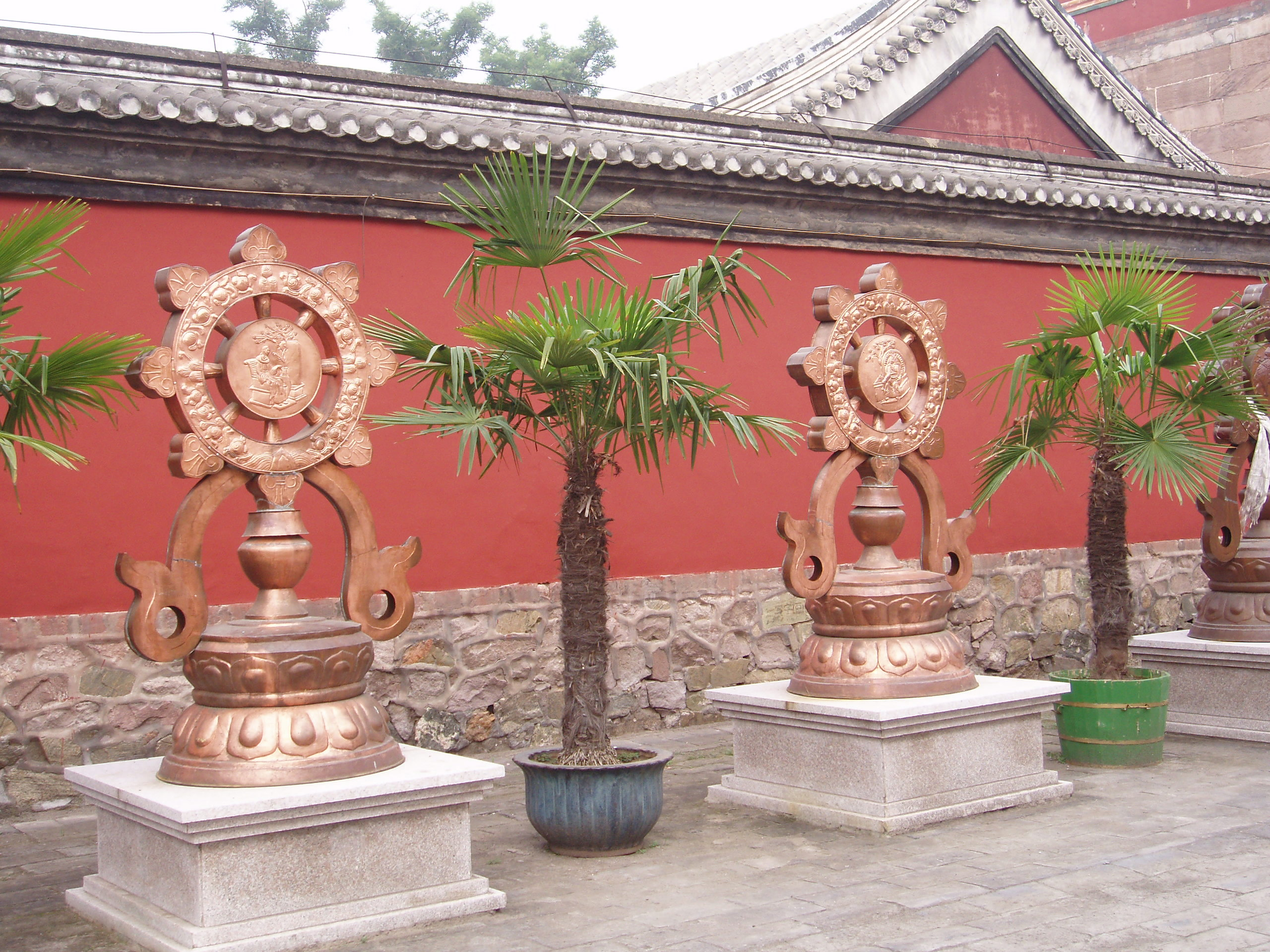
Puning-Tempel
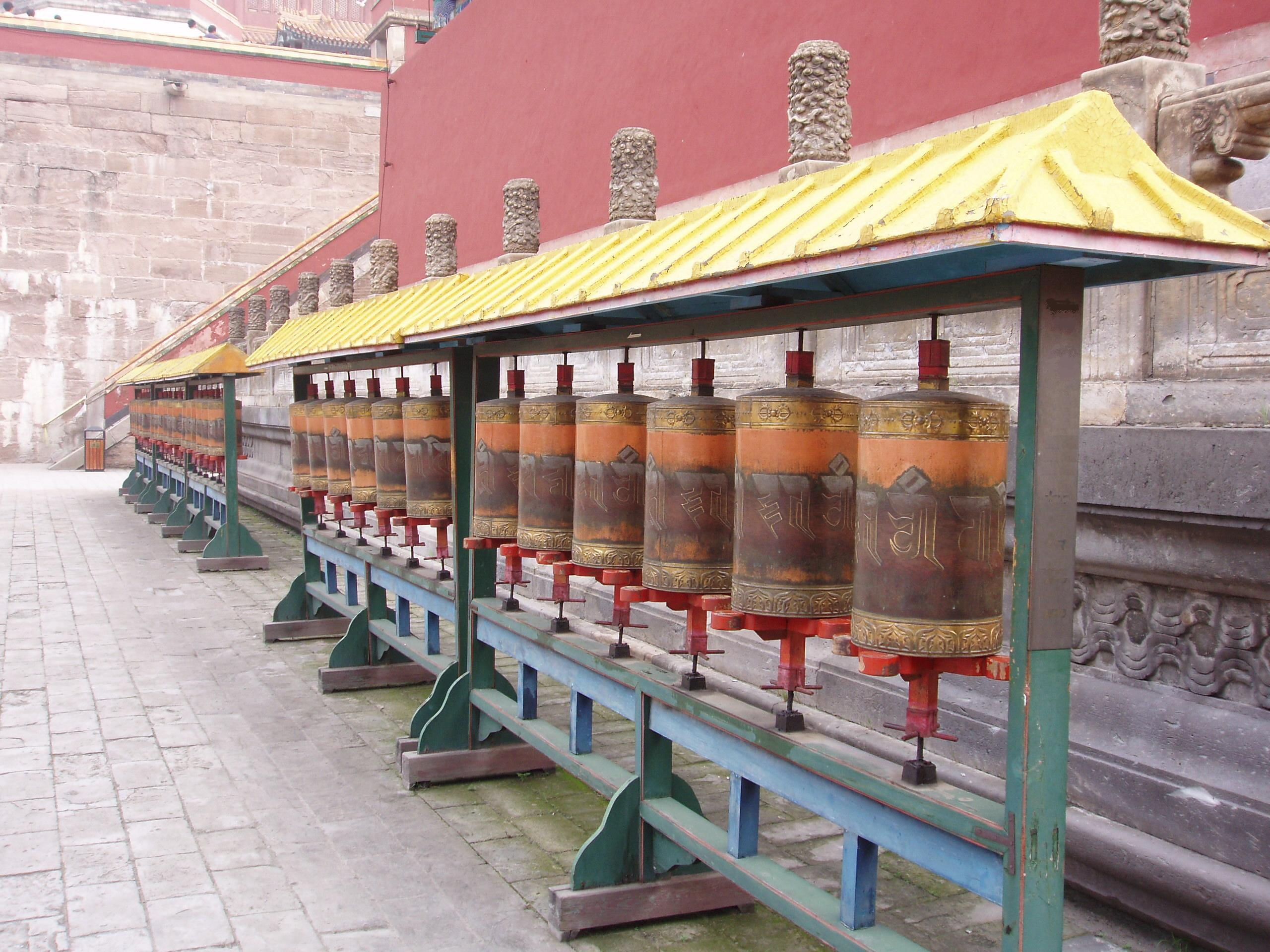
Gebetsmühlen
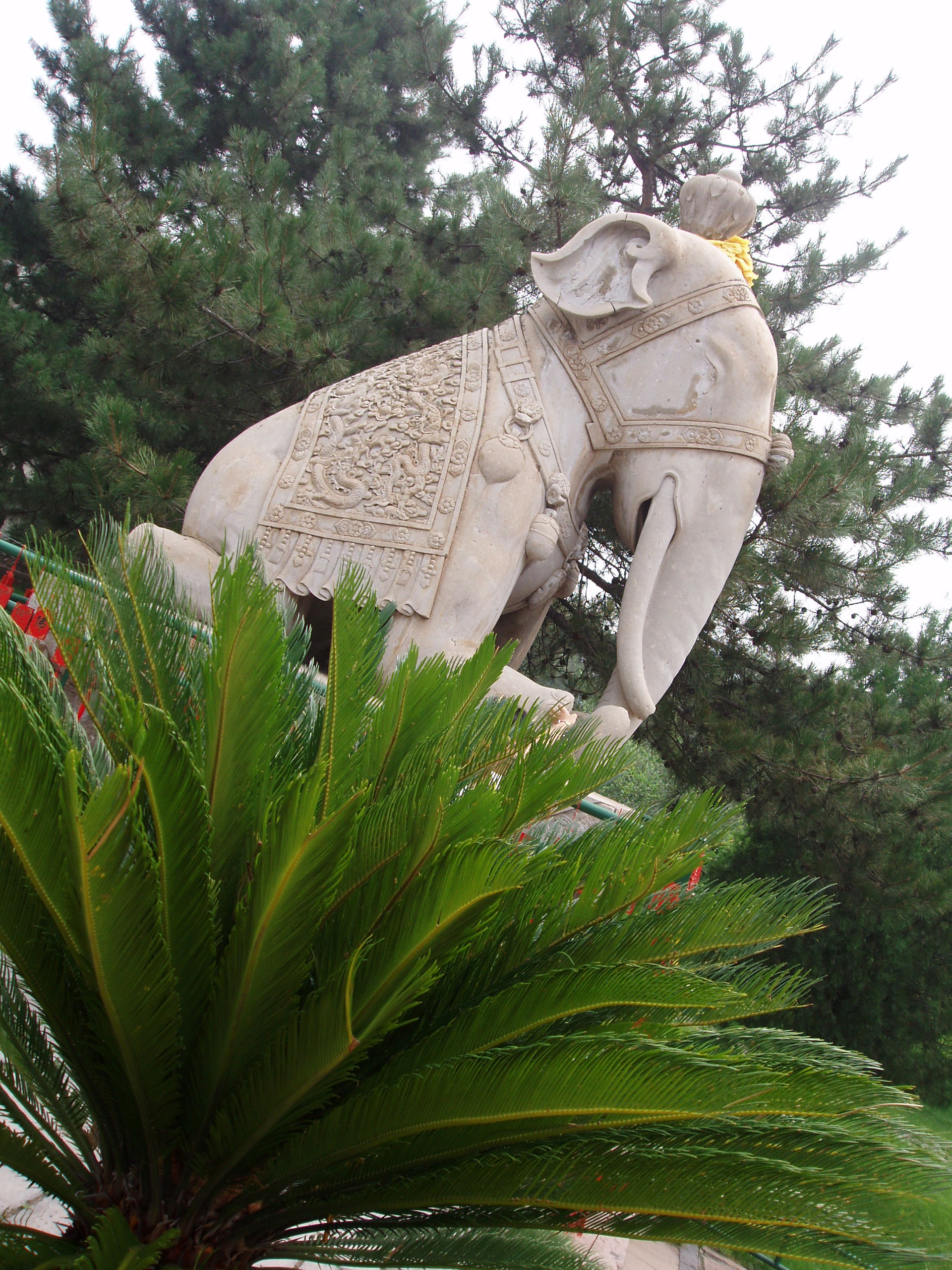
Putuo Zongcheng Tempel

## Städtepartnerschaften
- Kashiwa, Japan
- Takasaki, Japan
- Dakota County, Vereinigte Staaten
- Santo André, Brasilien

## Persönlichkeiten
- Yang Haoran (* 1996), Sportschütze